# 上々颱風
上々颱風（シャンシャンタイフーン、Shang Shang Typhoon）は日本の音楽集団。

## 概要
バンジョーに三味線の弦を張った「三線バンジョー」の演奏を基本に、ドラム、ベースギター、キーボードのみならず、篠笛、団扇太鼓などの和楽器、チャング、ケンガリといった民族楽器など、通常のバンドでは見られない楽器と、琉球音階などアジアの民謡を取り入れたいわゆる「無国籍音楽」を女性二人の「ツインボーカル」という独特のスタイルにより演奏される楽曲は「ちゃんちきミュージック」と自称し、多彩な衣装を特徴として日本のみならず世界各地の市場や寺社、ときには特別支援学校や講演会場など、通常はコンサート会場として使用されないような場所でも行っている。
そのオリエンタルな作風からメンバーは、奄美・沖縄出身と思われがちであるが、東日本地区出身者である。

## 沿革
1980年、紅龍が西川郷子らと共に横須賀市で結成した「紅龍&ひまわりシスターズ」が母体。以後ライブハウスなどで徐々に人気を伸ばし、1986年に現在の上々颱風に改称した。
1990年、EPIC/SONY RECORDSから1stアルバム『上々颱風』を発売。メジャー・デビューとしては異例の10万枚を売上、デビュー曲「流れのままに」はその後、エースコックのカップラーメンのCMソングに使用された。
木の実ナナ主演のミュージカル『阿国 OKUNI』に「出雲阿国一座」のメンバーとして出演。使用楽曲のほとんどが1stアルバム『上々颱風』を基本にしていることもあり、メンバーが要所要所で登場する。
この頃大阪市の西成区にある「萩之茶屋南公園（通称：三角公園）」で演奏した際には大きな話題となった。
1991年、日本航空の沖縄キャンペーン「上々沖縄（しゃんしゃん・おきなわ）」のCMに3rdシングル「愛より青い海」が使われ、メンバーも出演。
住友生命の商品「どくしん時代」のCMではメンバーが「入った人だけ守ってあげる どくしん時代」と歌いながら登場し、話題になった。
1994年、スタジオジブリ製作のアニメ映画『平成狸合戦ぽんぽこ』の作中音楽とテーマ曲「アジアのこの街で」・「いつでも誰かが」を担当。更に人気を博す。
その後も当初のスタンスの演奏活動を続けるが、日本のバンドが目標とする武道館でのコンサート開催などをすることはなかった（ただし、一度だけシンディ・ローパーの武道館公演には出演）。
2013年2月3日、公式サイトにて無期限活動休止を発表。理由は、リーダー・紅龍が病気療養のため（病名については紅龍曰く「ややデリケートな問題も含み、情報の開示は控えさせていただきたい」などの理由により公表していない）。活動再開の時期は未定だが、解散については否定している。
2022年11月19日、山形県酒田市の酒田市民会館希望ホールにて開催された「白崎映美還暦大感謝祭 MOKKEDANO!!」において2013年活動休止時点のメンバーが10年ぶりに再結集、コンサート活動が一日限りで再開され、紅龍作詞作曲の新曲「生まれたままに」も披露された。

## コンサート会場について
日本国内では離島、市場、芝居小屋、寺社、教会、廃止となった東京大学の学生寮の風呂場など、通常はコンサート会場として使用されないような場所で公演を行なうことで知られる。
海外ではタイ、マレーシア、フィリピン、フランスなどで演奏し、その様子は時々NHKのBS放送で放映されたほか、ビデオ「ベガラシャガラ ライブあれこれ」で観ることができる。
毎年7月7日前後（年によっては8月）に花園神社でライブを開催していた。
通常のコンサート会場として利用されるところでもライブを行うことはあるが、1993年に行われた中野サンプラザでの公演では座っている観客が多いなどの反応の悪さに、ボーカルの白崎映美が「中野サンプラザのイスはそんなに居心地がいいですか」「それでは上々颱風演奏会をお楽しみください」と発言したこともあった。

## 上々颱風祭について
かつて8月下旬（1990年のみ9月）の土日に野外コンサート「上々颱風まつり」を開催。会場は1996年まで東京都の潮見駅近くにあったウッディランド東京で行われたが、会場の都合でその後は1997年には東京臨海副都心（愛称「レインボータウン」）の野外特設ステージ（江東区有明）で、1998年からは「上々颱風パラダイス」と改称し神奈川県藤沢市の遊行寺で9月に行われた。
タイトルに「まつり」とあるとおり会場には屋台やバナナの叩き売り、南京玉簾などのコーナーもあってライブとの二部構成となっており、またメンバーも屋台に顔を出しに来て観客と談笑するなどのシーンが見られた。しかし天候に恵まれないことがよくあり、1994年は土曜日のライブが演奏途中に豪雨で中止に、1997年には開場時の炎天下から想像できないほどの大雨に見舞われるという事態もあった。また通常は土曜日と日曜日の2回公演であったが、1991年は金曜日から3回実施。しかし白崎映美がMCで「きょうは労働者の方がお休みでないせいか少ないですね」といったようにこの年だけの開催であった。

## ライブの特徴について
ライブ開始時・終了時にはバンドの「テーマソング」を歌う。「ほんとのことをいえば とっても退屈なの」で歌いだすオープニングと「まいどみなさまありがとう ちょうど時間となりました」で終わる構成は、どの会場でも同じであるが、オープニングのみ別の演出をすることもある。
またエンディングテーマが終わったあと、他のバンドの場合と同様に観客からアンコールの要求がかかるが、一般的な「アンコール!アンコール!｣の連呼や再登場を促す手拍子ではなく、「もっともっと もっともっとぉ～」と掛け声がかかる。この「もっともっとコール」は1991年に横浜市のみなとみらい地区にある「臨港パーク」で行われたライブで発生したといわれるが、それ以前から使われていたとの声もある。
ボーカルの白崎映美がエキゾチックな風貌に不釣合いな庄内なまりで話すMCも人気を得ている。（その方言は地元NHK山形放送局の『今夜はなまらナイト』に出演した際も展開され、2009年に同番組のレギュラーになった）

## 活動休止前のメンバー
- 紅龍（こうりゅう：リーダー） - 三線バンジョー、ボーカル。1955年11月30日生まれ。神奈川県横浜市出身。
- 白崎映美（しらさき・えみ：えみちゃん） - ボーカル。山形県酒田市出身。2016年、自伝的フォトエッセイ処女作「鬼うたひ」（亜紀書房）を上梓。
- 西川郷子（にしかわ・さとこ：さとちゃん） - ボーカル。神奈川県出身。
- 渡野辺マント（わたのべ・まんと） - ドラム
- 猪野陽子（いの・ようこ） - キーボード、ボーカル（家庭の事情で一時脱退の時期あり）東京都出身。
- 西村直樹（にしむら・なおき） - ベース（安田尚哉脱退により、サポートメンバーを経て正規メンバーに）

### 活動休止前に脱退したメンバー
- 安田尚哉（やすだ・なおや：やっさん） - ベース
- 後藤まさる（ごとう・まさる） - パーカッション、鳴り物、篠笛
- 吉田よしみ（よしだ・よしみ） - キーボード（猪野陽子が一時的に脱退していた期間に所属）

## ディスコグラフィー

### シングル
|      | 発売日     | タイトル                 | 規格品番   | 備考 |
| ---- | ---------- | ------------------------ | ---------- | --- |
| 1st  | 1990.7.21  | 流れのままに             | ESDB-3140  | エースコック『みそ太郎・きつね太郎』CMソング                                                                 |
| 2nd  | 1990.10.21 | 仏の顔も It's All Right  | ESDB-3160  | |
| 3rd  | 1991.2.21  | 愛より青い海             | ESDB-3190  | JAL『沖縄キャンペーン'91』CMソング                                                                           |
| 4th  | 1991.8.23  | Let it be                | ESDB-3235  | |
| 5th  | 1992.3.25  | 花のように鳥のように     | ESDB-3285  | |
| 6th  | 1992.9.21  | 秋刀魚の唄               | ESDB-3330  | |
| 7th  | 1993.4.21  | いつでも誰かが           | ESDB-3380  | 光和インターナショナル映画『夜逃げ屋本舗2』主題歌 スタジオジブリ映画『平成狸合戦ぽんぽこ』エンディングテーマ |
| 8th  | 1993.6.23  | 銀の琴の糸のように       | ESDB-3393  | NTV系「関口宏のびっくりトーク ハトがでますよ!」エンディングテーマ                                            |
| 9th  | 1993.10.21 | 愛があるから大丈夫       | ESDB-3433  | |
| 10th | 1994.3.21  | 守ってあげる             | ESDB-3458  | 住友生命「どくしん時代」CMソング                                                                             |
| 11th | 1994.7.1   | アジアのこの街で         | ESDB-3493  | スタジオジブリ映画『平成狸合戦ぽんぽこ』オープニングテーマ                                                   |
| 12th | 1995.1.21  | My Girl                  | ESDB-3544  | |
| 13th | 1996.7.22  | 鳥の歌                   | ESDB-3687  | |
| 14th | 1996.12.21 | アヴェ・マリア           | ESDB-3742  | NTV系アニメ「イーハトーブ幻想〜KENjIの春」主題歌                                                             |
| 15th | 1997.6.1   | 新しい日～A New Day～    | ESDB-3765  | |
| 16th | 1998.8.21  | 翼がほしい               | ESDB-3852  | TX系ドラマ「素晴らしき家族旅行」主題歌                                                                       |
| 17th | 1998.10.1  | もしも爺さんになったなら | ESDB-3871  | 映画「大往生」主題歌                                                                                         |
|      | 2002.10.17 | 青空                     | MYCD-20005 | 上々颱風with野村邦丸                                                                                         |
| 18th | 2007.11.21 | 歌いながら夜を往け!      | MYCD-20013 | TBSテレビ系ドラマ「熱血ニセ家族」主題歌                                                                      |

### アルバム

#### オリジナル・アルバム
|      | 発売日        | タイトル                    | 規格品番   | 備考                           |
| ---- | ------------- | --------------------------- | ---------- | ------------------------------ |
| 1st  | 1990年7月21日 | 上々颱風                    | ESCB-1090  |                                |
| 2nd  | 1991年3月21日 | 上々颱風2                   | ESCB-1140  |                                |
| 3rd  | 1992年3月25日 | 上々颱風3                   | ESCB-1290  |                                |
| 4th  | 1993年6月23日 | 愛があるから大丈夫          | ESCB-1408  |                                |
| 5th  | 1994年9月21日 | 八十日間亜州一周            | ESCB-1512  |                                |
| 6th  | 1996年7月22日 | た・め・ご・ま              | ESCB-1769  |                                |
| 7th  | 1997年6月21日 | GNAHS GNAHS                 | ESCB-1820  | 以上、EPIC/SONY RECORDS        |
| 8th  | 2000年7月2日  | SHANG SHANG TYPHOON 8       | YW-S001    | ゆうげい社                     |
| 9th  | 2001年9月19日 | 上々颱風9 心の花            | MYCD-30117 |                                |
| 10th | 2005年5月18日 | Shang Shang A Go Go!        | MYCD-30328 |                                |
| 11th | 2006年6月7日  | 上々颱風11 あったりまえだ。 | MYCD-30383 |                                |
| 12th | 2009年3月18日 | 上々颱風12 土民の歌         | MYCD-30498 | 以上、エムアンドアイカンパニー |

#### ライブ
1. 上々颱風 パラダイスライブ!（2001年2月21日 エムアンドアイカンパニー）[9]
2. 上々颱風 JIROKICHI DAYS 1988（2004年7月11日 エムアンドアイカンパニー）[10]
3. アジアが一番（2004年7月11日 復刻版[11]＋秘蔵ライヴ録音）[12]

#### ベスト・アルバム
1. 上々颱風名曲撰1（2005年12月14日 エムアンドアイカンパニー）
2. GOLDEN☆BEST（2009年6月10日 ソニー・ミュージックダイレクト）
3. 風の祭り～CARNAVAL～（2010年12月8日、バウンディ）[13]
4. SHANG SHANG TYPHOON COMPLETE BOX（2015年12月24日 ソニー・ミュージックダイレクト）[14]

#### その他
1. 平成狸合戦ぽんぽこサウンドトラック（1997年4月21日 徳間ジャパンコミュニケーションズ）
2. サウンドシアター「阿国」（2003年6月25日 toera）

## ビデオ
1. ベガラシャガラ ライブあれこれ（1992年 EPIC SONY）
2. 上々饗 〜しゃんしゃんぶり〜（2004年 エムアンドアイカンパニー）

## 書籍
- 上々颱風主義（上々颱風、森口秀志著、昌文社、1994年）

## テレビドラマ出演
- 熱血ニセ家族（2007年、TBS系昼ドラ「ドラマ30」（中部日本放送制作） ）白崎のみ - 岡店長
- 孤独のグルメ Season2（2012年、テレビ東京）白崎のみ、「ふらっとQUSUMIゲスト」

## 活動休止後
白崎映美は上々颱風が活動休止した後に「白崎映美＆とうほぐまづりオールスターズ」というグループを結成。当グループは、後の2015年に「白崎映美＆東北6県ろ～るショー!!」と改名し、活動している。